# Dimorphotheca jucunda
Dimorphotheca jucunda es una especie de planta fanerógama nativa de Sudáfrica y sur de África. 

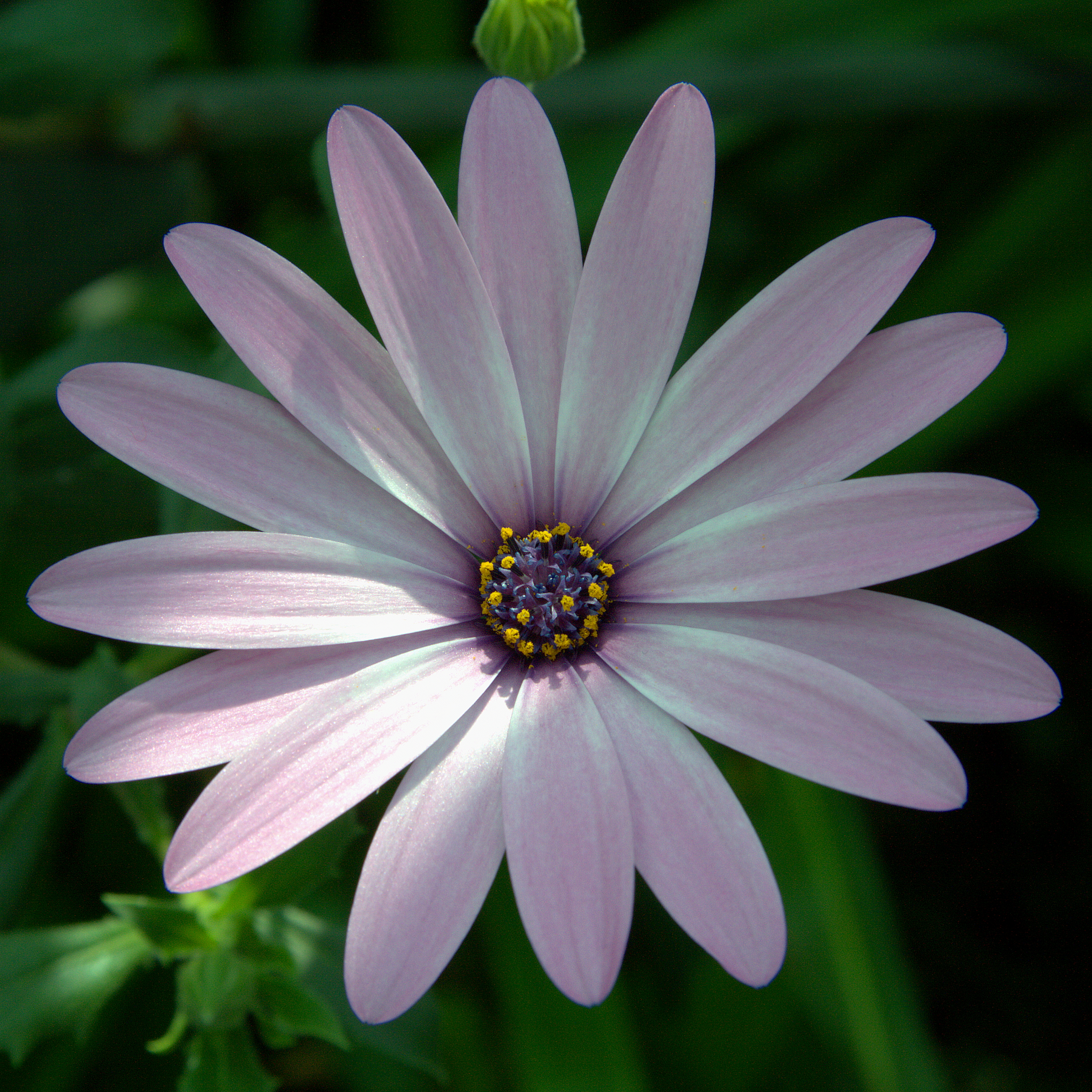
Flor

## Descripción
Dimorphotheca jucunda es una planta perenne herbácea que crece de un tallo subterráneo. Por encima de la tierra los tallos son erectos o en expansión, alcanzando un tamaño de hasta 500 mm de largo. Las hojas están dispuestas alternativamente, semi-suculentas, linear-lanceoladas, lanceoladas, oblanceolada, estrechamente elípticas o estrechamente oblongas, estrechando a un pecíolo corto, dentadas o márgenes raramente enteros. Todas las partes sobre el suelo están cubiertas con pequeños pelos glandulares que le dan una sensación áspera, especialmente cuando está seca. Las cabezas de flores (capítulos) son grandes, solitarias y terminales, transmitidas en largos pedúnculos desnudos. Las flores liguladas son de color magenta-rosa o púrpura anteriormente, naranja o cobrizas abajo. Los floretes del disco son en la punta púrpura o amarillo oscuro negruzco. Los frutos (cipselas) que se desarrollan a partir de las flores liguladas son de 5-7 mm de largo, estrecho triangular obovoide o elipsoide con 3 ángulos prominentes.

## Distribución y hábitat
Las plantas crecen naturalmente en las montañas y laderas de las montañas en el suelo arenoso, entre rocas de cuarcita o en pastizales de montaña. Su distribución natural se extiende desde las montañas y colinas en Limpopo a través de Mpumalanga, Suazilandia, en el este del Estado Libre, KwaZulu-Natal, Lesoto y la Provincia del Cabo Oriental. Parece ser bastante resistentes a las heladas, ya que sobrevive a los inviernos fríos, con heladas en el Jardín Botánico Nacional de Pretoria.

## Ecología
Los capítulos son a menudo visitado por las mariposas que parecen ser sus polinizadores. Los frutos (cipselas) de las flores liguladas no están adaptados a cualquier tipo especial de dispersión a larga distancia, ya que no tienen vilano, alas o glándulas. Las cipselas que a veces se desarrollan a partir de los flósculos del disco son ligeros, alados y obviamente adaptados para cerrar la dispersión. Los tallos subterráneos son un posible mecanismo de supervivencia de esta especie para sobrevivir a los incendios ocasionales e inviernos fríos.

## Taxonomía
Dimorphotheca jucunda fue descrita por Edwin Percy Phillips y publicado en Fl. Pl. South Africa 1936, xvi. t. 629.
Etimología
Dimorphotheca: nombre genérico que viene del griego "dis" "morphe" y "theka", que significa "la fruta en forma de dos", refiriéndose al dimorfismo de las asteráceas, un rasgo inherente a los miembros de las Calenduleae.
jucunda: epíteto latino que significa "agradable".